# FC Zhetysu Taldykorgan
El FC Zhetysu (en kazajo: Жетісу футбол клубы) es un club de fútbol de la ciudad de Taldykorgan, Kazajistán, que juega en la Primera División de Kazajistán, la segunda liga de fútbol más importante del país. Fue fundado en 1981 y es conocido por ser uno de los equipos fundadores de la Liga Premier de Kazajistán después de la independencia de la Unión Soviética, aunque no ha jugado varias temporadas a causa de los descensos.

## Historia
El club ha tenido varios nombres en su historia, los cuales han sido:
- 1981: Fundado como Zhetysu
- 1993: Taldykorgan
- 1994: Kainar
- 1998: Zhetysu Promservice por razones de patrocinio
- 1999: Zhetysu

Nunca ha sido campeón de Liga ni ha ganado algún título nacional de relevancia.
A nivel internacional ha participado en 2 torneos continentales, donde su mejor participación ha sido en la Copa Intertoto de la UEFA 2008 en la que fue eliminado en la Primera Ronda.

## Palmarés
- Liga Premier de Kazajistán: 0
  - Subcampeón: 1

2011
- Primera División de Kazajistán: 2

2006, 2017

## Participación en competiciones de la UEFA
| Temporada | Torneo             | Ronda             | Club            | Casa | Visita | Global |
| --------- | ------------------ | ----------------- | --------------- | ---- | ------ | ------ |
| 2008      | UEFA Intertoto Cup | 1                 | Budapest Honvéd | 1–2  | 2–4    | 3–6    |
| 2012–13   | UEFA Europa League | 1° Clasificatoria | Lech Poznań     | 1–1  | 0–2    | 1–3    |

## Jugadores

### Jugadores destacados
- Josip Bonacin
- Ionuţ Luţu
- Guwançmuhammet Öwekow

## Entrenadores
- Vladimir Stepanov (2001)
- Vakhid Masudov (2004)
- Igor Svechnikov (2005)
- Ilie Carp (2008)
- Serik Abdualiyev (2011-12)
- Slobodan Krčmarević (2012) (2013)
- Branko Cavic (mayo de 2012-diciembre de 2012)
- Slobodan Krčmarević (junio de 2012-febrero de 2013)
- Omari Tetradze (febrero de 2013-)